# Vatsfjorden
Le Vatsfjorden est un bras latéral du fjord Yrkjefjorden, situé dans la municipalité de Vindafjord, dans le comté de Rogaland, en Norvège. Il a une entrée entre Breidavika et Holmen Kittravhauv et s'étend sur cinq kilomètres de long au nord jusqu’à Åm.
Juste après son entrée, Raudnes est située du côté ouest, et juste au nord de Neset est Indralandsvika au bâtiment Indraland. Au nord de l'Indraland se trouvent Eikanes et Hamre, tandis que Stokkaland se trouve à travers le fjord, du côté est. Il y a plusieurs îlots dans la partie intérieure du fjord. Au nord de ceux-ci, la partie la plus profonde du Vatsfjorden est appelée Åmsosen, après le village d'Åm.
En raison de son emplacement bien abrité de la météo et du vent, et de la grande profondeur de l'eau, le Vatsfjord a été utilisé pour construire de grandes plates-formes pétrolières. La plus célèbre de ces plates-formes de production est Troll A.